# Tokyo Metropolitan Government Building
Das Tokyo Metropolitan Government Building (jap. 東京都庁舎 Tōkyō-to chōsha/Tōkyō tochō-sha, deutsch ‚Regierungsgebäude der Präfektur Tokio/Präfekturregierungsgebäude von Tokio‘) ist ein 1991 fertiggestellter Gebäudekomplex im Stadtteil Nishi-Shinjuku in Shinjuku, in dem die Tokyo Metropolitan Government, das heißt die Regierung der Tokyo Metropolis, ihren Sitz hat. Häufig wird es auch Tokyo City Hall oder „Rathaus von Tokio“ genannt, was nicht korrekt ist, da Tokio keine eigenständige kommunale Einheit ist und Tokyo City im Zweiten Weltkrieg aufgelöst wurde.

## Architektur
Das vom Architekten Kenzō Tange geplante Bauwerk besteht aus drei Teilen. Der größte von diesen ist das Tokyo Metropolitan Main Building No. 1, das mit 48 oberirdischen Stockwerken und 243 Metern Höhe von 1991 bis zur Fertigstellung des Tokyo Midtown Towers 2006 der höchste Wolkenkratzer in Tokio war. Oberhalb des 33. Stockwerks gabelt es sich in zwei Teile und erinnert dadurch an eine gotische Kathedrale. Ebenfalls zum Ensemble gehören das Tokyo Metropolitan Main Building No. 2, das 37 oberirdische und – wie das Main Building No. 1 – drei unterirdische Etagen hat, und das Tokyo Metropolitan Assembly Building (sieben ober- und ein unterirdisches Stockwerk).

## Geschichte
Die Bauarbeiten begannen 1988, die aus öffentlichen Mitteln aufgebrachten Baukosten betrugen 157 Milliarden Yen (ca. eine Milliarde €).
Vorläufer des Gebäudes war das ebenfalls von Kenzo Tange 1957 errichtete alte Verwaltungsgebäude der Präfektur Tokio in Marunouchi. An seiner Stelle befindet sich seit 1996 das Tokyo International Forum.

## Trivia
Im Volksmund wird das Gebäude auch als Baburu no Tō (バブルの塔) bezeichnet, was einerseits eine Anspielung auf den Turm von Babel ist, und andererseits auf die Bubble Economy. Das Wortspiel zielt dabei auf den Größenwahn der 80er Jahre ab.
In beiden Türmen befindet sich im 45. Stock ein Aussichtspunkt, der ohne Gebühr besucht werden kann.

## Galerie

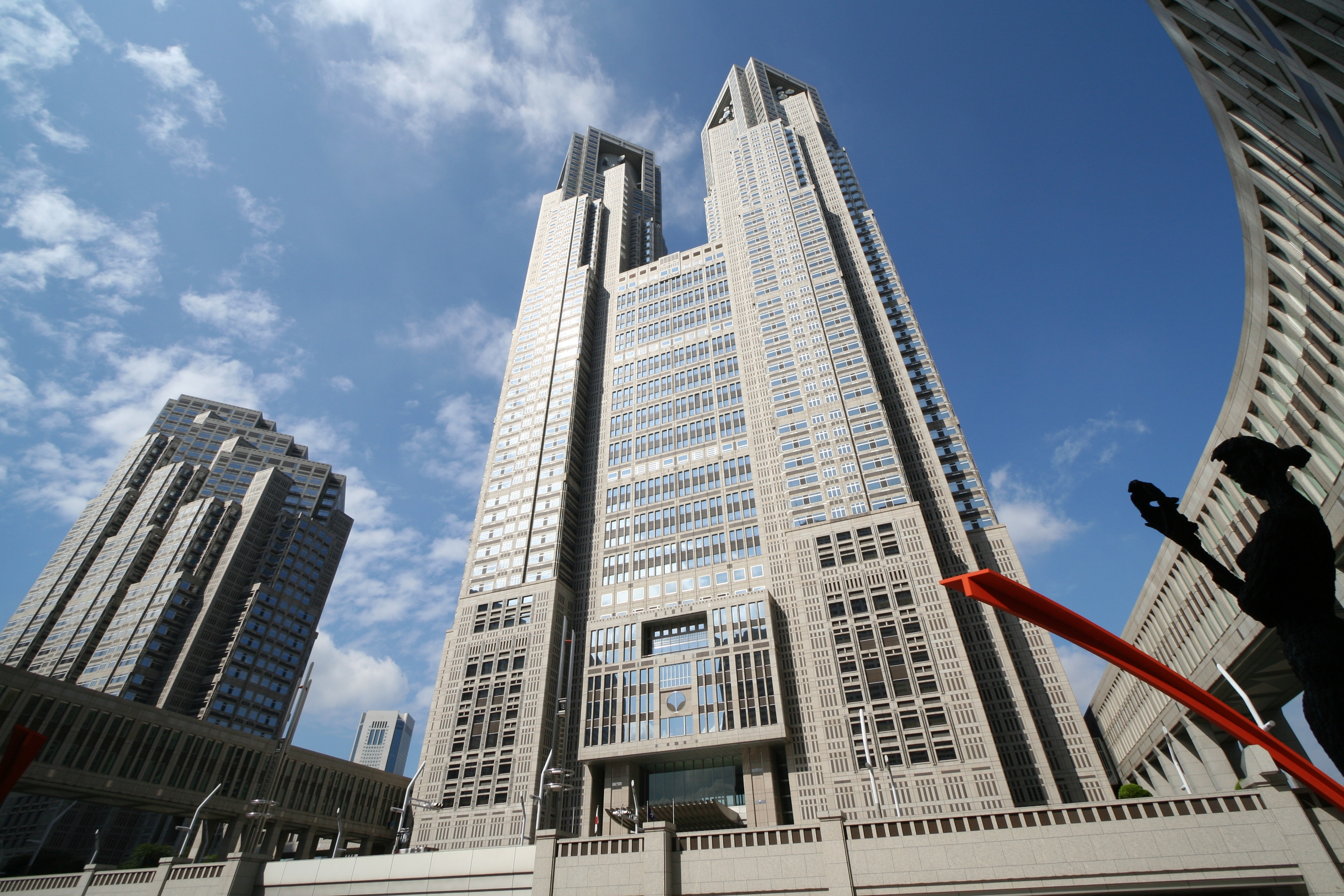
Tokyo Metropolitan Government Building No. 1 (Tōkyō-tochō daiichi honchōsha)
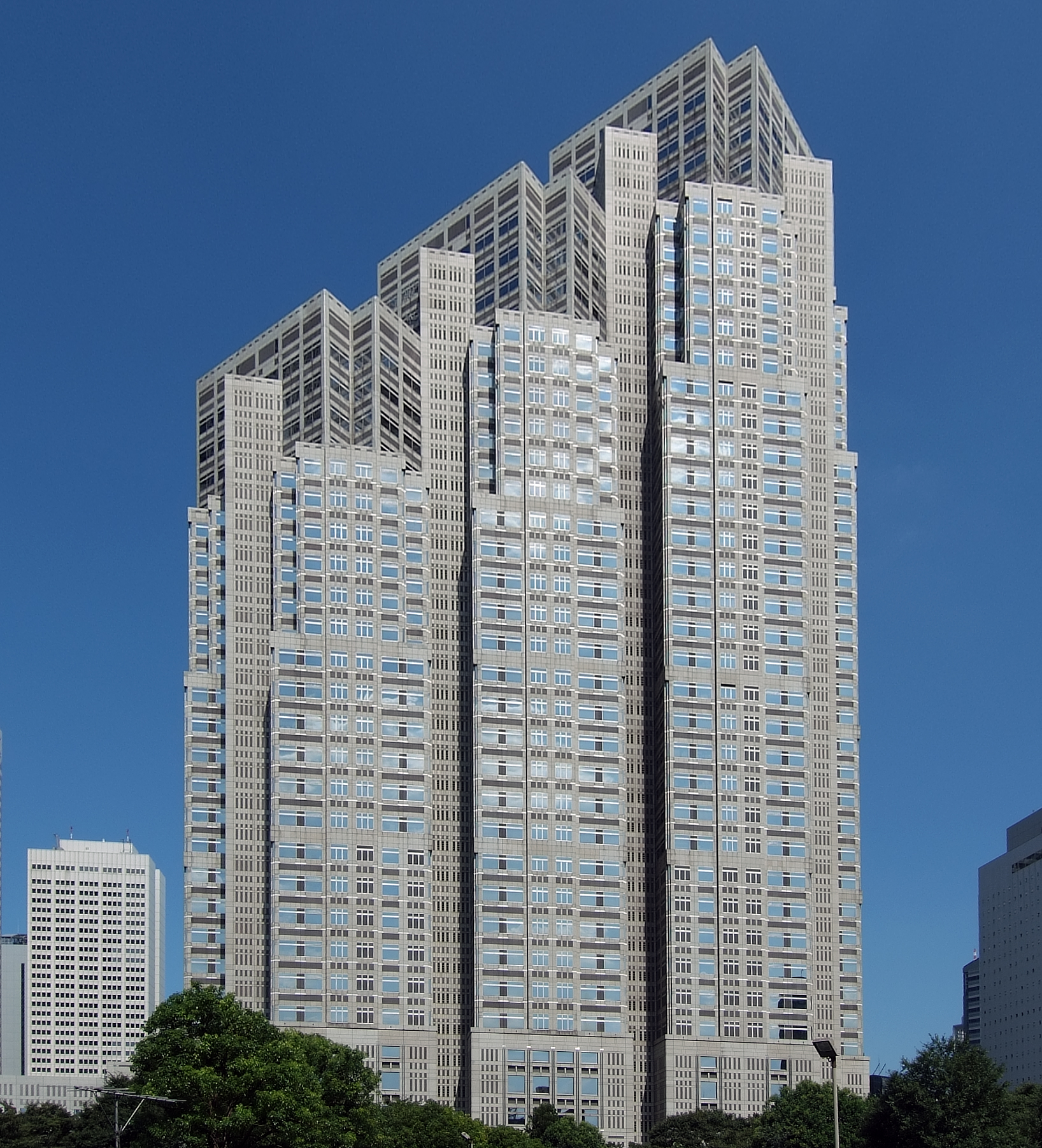
Tokyo Metropolitan Government Building No. 2 (Tōkyō-tochō daini honchōsha)
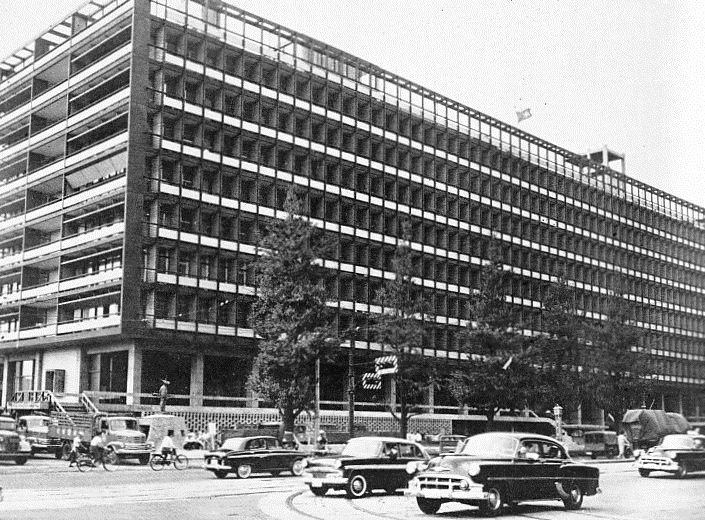
Das vorherige Tokyo Metropolitan Government Building 1957–1991 im Bezirk Chiyoda
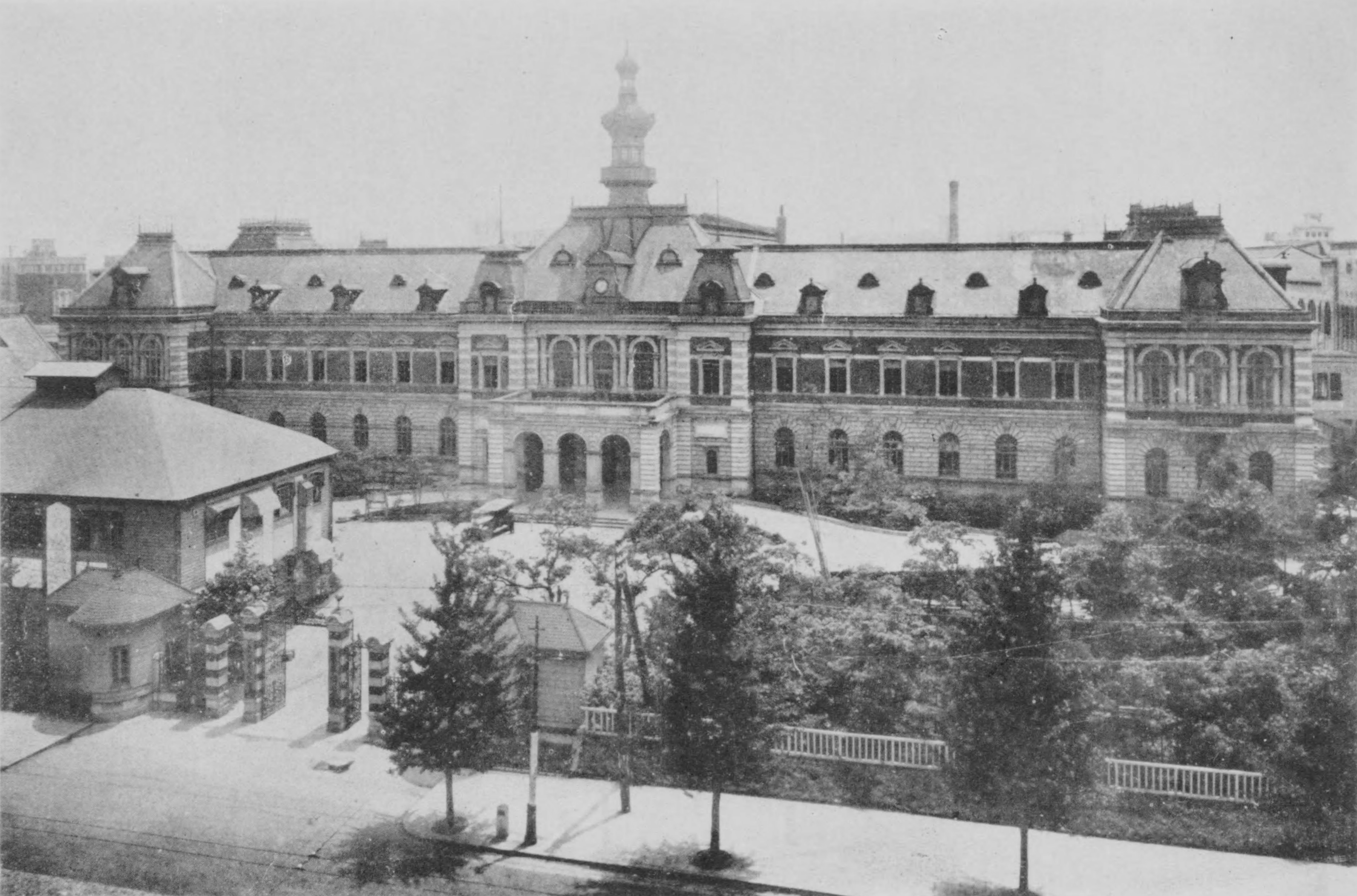
Das erste Tokyo Metropolitan Government Building, vor 1943 Tokyo Prefectural Government Building und gleichzeitig Tokyo City Hall, wurde im Krieg beschädigt